# Giovanni Carnevali
Giovanni Carnevali (Roma, 19 gennaio 1947 – Roma, 21 dicembre 2011) è stato un calciatore e allenatore di calcio italiano, di ruolo attaccante.

## Biografia
Dopo il ritiro si stabilì a Rimini con la famiglia.

## Carriera

### Giocatore
Centravanti, disputò 100 partite e segnò 17 gol in Serie B con Cesena, Ascoli, Reggiana e Rimini, conquistando inoltre due promozioni consecutive in Serie A, col Cesena nella stagione 1972-1973 e con l'Ascoli nell'annata 1973-1974, ma in entrambi in casi senza venire confermato in massima serie. In carriera vantò anche 145 presenze e 41 gol in Serie C.

### Allenatore
Nella prima metà degli anni duemila ebbe alcune esperienze come allenatore in Georgia, con la Dinamo Batumi e il WIT Georgia di Tbilisi.

## Palmarès

### Giocatore

#### Competizioni nazionali
- Campionato italiano Serie C: 1

Rimini: 1975-1976 (girone B)